# Sisyphus costatus
Sisyphus costatus là một loài bọ cánh cứng trong họ Bọ hung (Scarabaeidae).